# Notioscopus sibiricus
Notioscopus sibiricus är en spindelart som beskrevs av Andrei V. Tanasevitch 2007. Notioscopus sibiricus ingår i släktet Notioscopus och familjen täckvävarspindlar. Inga underarter finns listade i Catalogue of Life.